# Lutol Mokry
Lutol Mokry (prononciation : [ˈlutɔl ˈsuxɨ]) est un village polonais de la gmina de Trzciel dans le powiat de Międzyrzecz de la voïvodie de Lubusz dans l'ouest de la Pologne.
Il se situe à environ 8 kilomètres au sud de Trzciel (siège de la gmina), 26 kilomètres au sud-est de Międzyrzecz (siège de le powiat), 47 kilomètres au nord-est de Zielona Góra (siège de la diétine régionale) et 64 kilomètres au sud-est de Gorzów Wielkopolski (capitale de la voïvodie).

## Histoire
Avant 1945, ce village était sur le territoire de l'Empire allemand dans le Royaume de Prusse dans la province de Brandebourg. (voir Évolution territoriale de la Pologne)
De 1975 à 1998, le village appartenait administrativement à la voïvodie de Gorzów .

Depuis 1999, il appartient administrativement à la voïvodie de Lubusz